# Головмох фіолетовий
Головмох фіолетовий (Bryum violaceum) — вид мохів порядку головмохальних (Bryales).

## Поширення
Батьківщиною є Європа, Північна Америка.
Населяє вологий ґрунт, ґрунт над скелею, порушені ділянки; від низьких до помірних висот (0–1000 метрів).

## Характеристика
Рослини дрібні, зелені, жовто-зелені, часто червонуваті. Стебла 0.4–1(1.5) см; ризоїди від блідо- до яскраво-фіолетових, фіолетових або рідше червоно-фіолетових. Листки нещільно посаджені, яйцювато-ланцетні, слабо увігнуті, 0.4–1(1.5) мм; краї від плоских до слабко вигнутих базально, цілісні до зубчастих дистально; верхівка гостра. Спеціалізоване нестатеве розмноження ризоїдальними бульбами, на довгих ризоїдах у ґрунті, фіолетово-червоні або рідше помаранчеві, неправильної сферичної форми, 60–80(100) мкм. Вид дводомний. Коробочка 1–3 мм.